# 克拉什冰原島峰
75°47′S 160°38′E / 75.783°S 160.633°E
克拉什冰原島峰（英語：Crash Nunatak），是南極洲的冰原島峰，位於維多利亞地的斯科特海岸，處於貝塔峰和博溫山之間，由新西蘭探險隊命名，現時由南極條約體系管理。